# Hylke Tromp
Hylke Wybe Tromp (Sneek, 27 juli 1935 – Den Haag, 14 februari 2021) was een Nederlands polemoloog.
Tromp was de oudste zoon in een katholiek gezin met drie kinderen. Zijn vader was een hartstochtelijk fotograaf/filmer en had een fotowinkel en drogisterij. Hij ging naar het gymnasium, en studeerde sociale- en politieke wetenschappen aan de Katholieke Universiteit Nijmegen waar hij in 1962 zijn doctoraal behaalde. Ook studeerde hij een periode aan de Vrije Universiteit Berlijn, waar hij in de zomer van 1974 als gastdocent zou terugkeren. Hij was sinds 1964 verbonden aan het Polemologisch Instituut, dat viel onder de faculteit rechtsgeleerdheid, van de Rijksuniversiteit Groningen waar hij in 1976 promoveerde in de oorlogskunde op een proefschrift over politieke opvattingen over politiek gedrag in internationale situaties. In 1980 werd hij aldaar benoemd tot hoogleraar in de polemologie, in welke functie hij professor B.V.A. Röling opvolgde. Na enige tijd directeur van het instituut voor polemologie te zijn geweest werd dit instituut opgeheven, waarna Tromp werd benoemd als directeur-generaal van het Inter University Centre for Post Graduate Studies in Dubrovnik.
Tromp vond dat Nederland uit de NAVO moest, maar toen de Sovjet-Unie regionale conflicten kreeg, vond hij dat de NAVO in moest grijpen. 
Tromp was lid van de raad van advies van het Internationaal Vredesinstituut (IIP) in Wenen. Hij was de oudere broer van politicoloog Bart Tromp.

## Publicaties (selectie)
- Hylke Tromp: Kroniek. 1994-1999. Maastricht, Boekenplan, 2011. ISBN 978-90-8666-185-5
- The future of war. Ed. by Gwyn Prins & Hylke Tromp. The Hague, Kluwer Law International, 2000. ISBN 90-411-1399-1
- H.W. Tromp: Naar een nieuwe wereldorde: anarchie? Inaugurele rede Rijksuniversiteit Groningen, 1995. Geen ISBN
- War in Europe, Nuclear and conventional perspectives Edited by Hylke Tromp. Aldershot, Brookfield, Vt., Avebury, 1989. ISBN 0-566-07022-7
- Hylke Tromp: In staat van oorlog. Amsterdam, Contact, 1986. ISBN 90-254-6642-7
- Nuclear war in Europe Proceedings of the conference organized by the Polemological Institute (Groningen) and the Center for Defense Information (Washington) at the State University, Groningen, the Netherlands, 22-24 April 1981.  H.W. Tromp & G.R. La Rocque (eds.). Groningen, Groningen University Press, 1982. ISBN 90-70595-01-X
- H.W. Tromp: Statenanarchie of interdependentie. Inaugurele rede, Rijksuniversiteit Groningen, 1980. Geen ISBN
- Hylke Wybe Tromp: Politieke opvattingen en politiek gedrag in internationale crisissituaties Verslag van een simulatie-experiment . Proefschrift Rijksuniversiteit Groningen. Groningen, VRB Offsetdrukkerij, 1976. Geen ISBN
- Hylke Tromp: De NAVO-staarders. De bewapeningspolitiek voor arbeiders verklaard. Amsterdam, Contact, 1974. ISBN 90-254-2019-2
- Kritische polemologie. Studies over politiek, vrede en geweld. Red., vertaling en bew.: Hylke Tromp, Wietske Jonker en anderen. Assen, Van Gorcum, 1973. ISBN 90-232-0995-8

## Over Tromp
- André W.M. Gerrits & Jaap H. de Wilde (red):  Aan het slagveld ontsnapt. Over oorlogen die niet plaatsvonden. Een Liber Amicorum voor Hylke Tromp. Zutphen, Walburg pers, 2000. ISBN 90-5730-101-6